# Coquillettia aquila
Coquillettia aquila är en insektsart som beskrevs av Bliven 1962. Coquillettia aquila ingår i släktet Coquillettia och familjen ängsskinnbaggar. Inga underarter finns listade i Catalogue of Life.